# Pădurea Hagieni - Cotul Văii
Pădurea Hagieni - Cotul Văii este o arie protejată (arie specială de conservare — SAC, sit de importanță comunitară — SCI) din România întinsă pe o suprafață de 3.680,1 ha, integral pe uscat.

## Localizare
Situl se întinde pe teritoriul administrativ al municipiului Mangalia, pe cel al orașului Negru Vodă și pe cele ale comunelor Albești și Limanu din județul Constanța. Centrul sitului Pădurea Hagieni - Cotul Văii este situat la coordonatele 43°44′33″N 28°25′40″E / 43.742622°N 28.427772°E.

## Înființare
Situl Pădurea Hagieni - Cotul Văii (ROSCI0157) a fost declarat sit de importanță comunitară în decembrie 2007 pentru a proteja 4 specii de plante și 15 specii de animale. Situl a fost protejat și ca arie specială de conservare în mai 2022.

## Biodiversitate
Situată în ecoregiunile Marea Neagră și de stepă, aria protejată conține 7 habitate naturale: Lacuri eutrofice naturale cu vegetație de tip Magnopotamion sau Hydrocharition, Păduri de stejar alb estice, Păduri panonice-balcanice de stejar turcesc - stejar sesil, Golfuri mici largi și golfuri puțin adânci, Tufișuri caducifoliate ponto-sarmatice, Stepe ponto-sarmatice, Liziere de ierburi înalte hidrofile de câmpie și de nivel montan până la alpin.
La baza desemnării sitului se află mai multe specii protejate:
- plante (4): Centaurea jankae, Himantoglossum jankae, Pontechium maculatum subsp. maculatum, Potentilla emilii-popii
- amfibieni (1): buhai de baltă cu burtă roșie (Bombina bombina)
- mamifere (7): hamster românesc (Mesocricetus newtoni), liliac cu aripi lungi (Miniopterus schreibersii), dihor de stepă (Mustela eversmanii), liliac cu picioare lungi (Myotis capaccinii), liliacul mare cu potcoavă (Rhinolophus ferrumequinum), liliacul cu potcoavă a lui méhely (Rhinolophus mehelyi), popândău (Spermophilus citellus)
- nevertebrate (4): Arytrura musculus, Euplagia quadripunctaria, rădașcă (Lucanus cervus), fluturele purpuriu (Lycaena dispar)
- reptile (3): balaurul dobrogean (Elaphe sauromates), țestoasa de baltă (Emys orbicularis), țestoasa de uscat dobrogeană (Testudo graeca)

Pe lângă speciile protejate, pe teritoriul sitului au mai fost identificate 42 de specii de plante.